# Aleppo (stad)
Aleppo (Arabisch: ﺣﻠﺐ, Ḥalab, Aramees: ܚܠܒ, Ḥalab) is een stad in het noordwesten van Syrië, vlak bij de Turkse grens. Het is de hoofdstad van het gouvernement Aleppo. Met een inwonertal van 2.738.000 is het de grootste stad van Syrië. Aleppo wordt sinds minstens 8000 jaar bewoond en behoort daarmee tot de oudste constant bewoonde steden ter wereld.

## Etymologie
De Akkadische naam van de stad was Halab, ook Halap, Hallaba, Halba, Halbi of Halpa geschreven. In Egyptische bronnen heette de stad 'hlp; in het Aramees en in Ugaritisch schreef men hlb. In de Oudheid was zij bekend als Halpa, in de tijd van het Seleucidische Rijk heette zij Beroia (in Nederlandse Bijbelvertalingen Berea).
De Arabieren behielden de naam Halab, die in hun taal de verleden tijd van melken is. Volgens overlevering rustte Abraham hier uit op zijn tocht van zijn geboorteplaats Ur naar het Beloofde Land. Hij zou zijn koe asj-Sjahba gemolken hebben boven op de heuvel waar nu de citadel staat en de melk verdeeld hebben onder de bevolking. In het Syrisch-Arabisch heet de stad Halaba asj-Sjahba.

## Geschiedenis
De stad, voor het eerst genoemd als vazal van Ebla in het 3e millennium v.Chr., werd gebouwd op een heuvelgroep in een breed, vruchtbaar dal aan beide zijden van de rivier Quwaiq. In het jaar 637 werd zij veroverd door Arabisch-islamitische legers. De volgende duizend jaar vochten verschillende machten om de stad. De op een heuvel in het centrum van de stad gebouwde citadel was een van de sterkste burchten ter wereld.
Op 12 augustus 2011 begonnen anti-regeringsdemonstraties plaats te vinden in Aleppo, enkele maanden later dan in andere Syrische steden. Bij een demonstratie met enkele tienduizenden deelnemers werden twee demonstranten door de oproerpolitie gedood. Twee maanden later vond een tegendemonstratie plaats op het Saadallah Al-Jabiriplein. Volgens de New York Times waren daarbij enorme menigten verzameld, de lokale media spraken van anderhalf miljoen mensen, de grootste demonstratie ooit in Syrië.
Op 10 februari 2012 begon de opstand in Aleppo met bomauto’s die geplaatst waren bij leger- en politiekazernes. Daarbij kwamen 28 mensen om het leven, vier burgers, dertien militairen en elf politiemensen en raakten 235 mensen gewond. Op 18 maart 2012 explodeerde een autobom in een woonwijk. Dertig mensen raakten gewond, een burger en twee politiemensen werden gedood.
In juli 2012 werd Aleppo aangevallen door milities uit de omgeving, die gebruik wilden maken van de onrust die inmiddels ook in de hoofdstad Damascus was uitgebroken. De man-tegen-mangevechten zouden bijna een jaar aanhouden tussen het Syrische regeringsleger en een tiental milities van opstandelingen, waarvan het Vrije Syrische Leger (FSA) en de Syrische tak van Al-Qaeda (Al-Nusra) en Islamitische Staat (ISIS) de bekendste waren. In het voorjaar van 2013 resulteerde dit in een situatie waarbij het regeringsleger controle had over het westen en zuiden van de stad, terwijl de gematigde opstandelingen in het noorden zaten en de salafistische groepen in het oosten. Daar tussenin bevond zich een niemandsland. Volgens schattingen kwamen in de gevechten 13.500 mensen om het leven waaronder 1.500 kinderen jonger dan vijf jaar en raakten 23.000 mensen gewond.
Als gevolg van de gevechten werd de middeleeuwse binnenstad vrijwel volledig verwoest. In maart 2013 claimde het Syrische ministerie van Buitenlandse Zaken dat bovendien ongeveer 1.000 fabrieken en werkplaatsen waren geplunderd en getransporteerd naar Turkije, met volledige steun van de Turkse regering.
Tot juli 2016 zou de situatie min of meer ongewijzigd voortduren, toen het Syrische regeringsleger besloot om Aleppo weer in handen te krijgen. Met luchtsteun van de Russische luchtmacht (Rusland was in 2015 door de Syrische regering om hulp gevraagd) werden de toegangen tot de bezette delen van de stad afgesloten en begonnen bombardementen op het noorden en het oosten van de stad. In september en oktober probeerden de opstandelingen uit te breken, maar dit mislukte. Op 22 december viel het laatste bolwerk van de opstandelingen in handen van de regeringstroepen. Het Rode Kruis verklaarde daarbij dat de heroverde stadsdelen waren geëvacueerd naar de provincie Idlib. Ongeveer 500.000 inwoners keerden vervolgens terug naar de grotendeels vernielde stad en voor het eerst sinds jaren kon in 2016 in heel Aleppo weer in het openbaar Kerstmis worden gevierd. Ook werd vrijwel direct begonnen met de wederopbouw, zoals met de restauratie van de Citadel van Aleppo. Een jaar later, op 17 november 2017, organiseerde het stadsbestuur een festival om meer winkeliers en bedrijven aan te trekken om zo de oude stad sneller tot leven te wekken.
Het Syrische leger begon op 28 januari 2020 met een offensief om de resterende plekken rondom Aleppo te heroveren. Het doel is om de weg tussen Aleppo en Damascus, de snelweg M5, vrij te maken.
In februari 2023 werd ook Aleppo getroffen tijdens de zware aardbeving in Syrië en Turkije. Er vielen in de stad ten minste 400 doden.
Op 1 december 2024 veroverden rebellen van Hayat Tahrir al-Sham (HTS) de stad Aleppo op het Syrische regeringsleger.

## Bevolking
Aleppo is een van de oudste steden ter wereld op een strategische plek tussen de Middellandse Zee en de Eufraat. De meeste inwoners zijn Arabieren, gevolgd door Turkomannen en kleine aantallen Koerden, Armeniërs, Arameeërs en Grieken. Ongeveer 20% is christen.

## Economie
Aleppo was historisch een van de belangrijkste handelscentra in het Midden-Oosten, dankzij zijn strategische ligging op het kruispunt van Azië en Europa. De opkomst van natiestaten, en met name het economische protectionisme van Turkije na het Frans-Turkse verdrag van 1921, leidde tot hoge invoertarieven die Aleppo afsneden van zijn traditionele handelsnetwerken, wat bijdroeg aan de achteruitgang van zijn economische belang.

## Belangrijke bouwwerken
- Citadel van Aleppo
- Grote moskee van Aleppo
- Nationaal Museum van Aleppo
- Grand Serail
- kerken:
  - Sint-Franciscus van Assisikerk

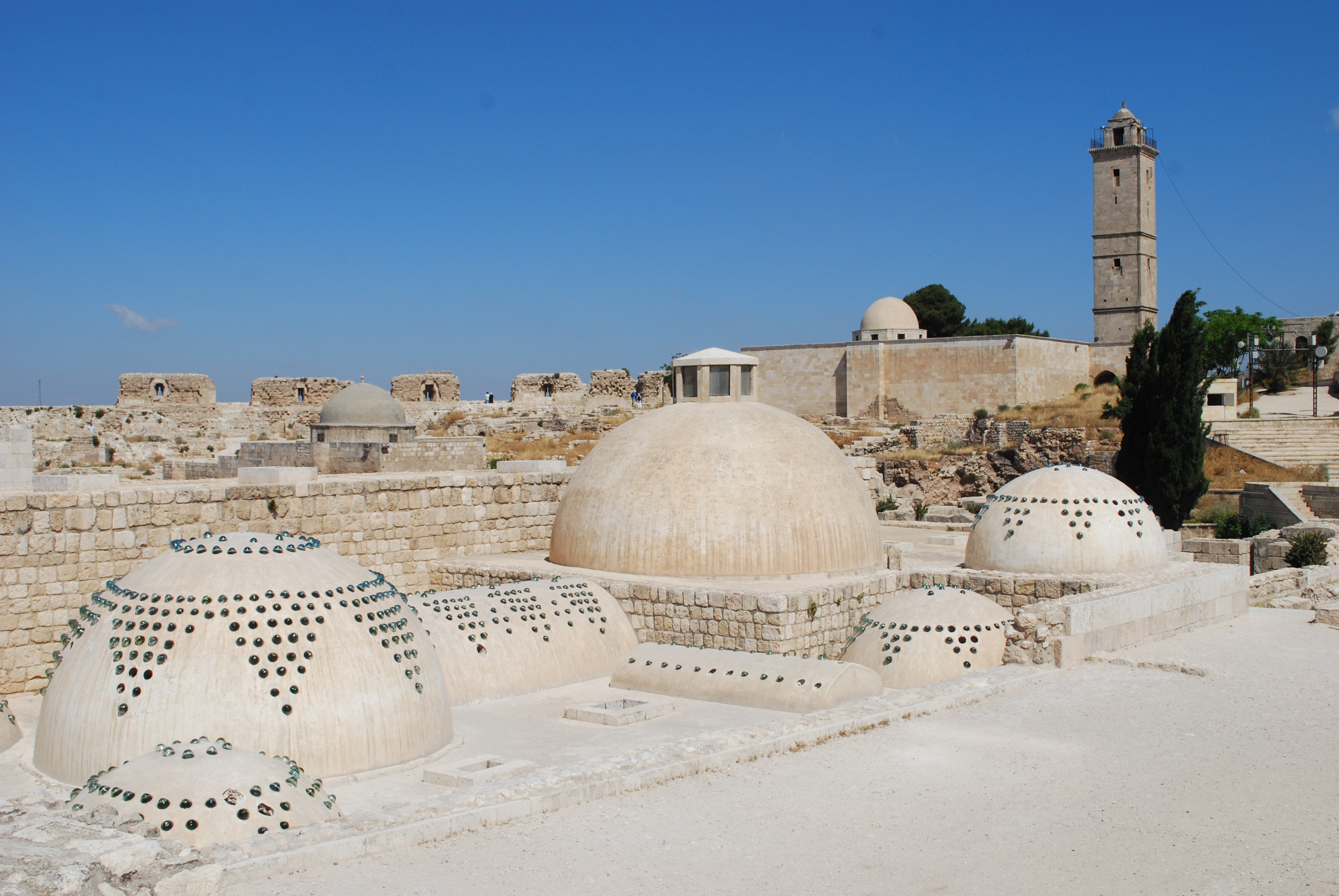
Citadel van Aleppo

  - Kerk van de Ontslapenis van de Moeder Gods
  - Mar Assia al-Hakimkerk
  - Veertig-Martelarenkathedraal
  - Profeet Eliakathedraal
  - Hammam Yalbugha, gebouwd in 1491

## Stedenbanden
- Brest (Wit-Rusland)
- Gaziantep (Turkije)
- İzmir (Turkije)
- Lyon (Frankrijk)